# Fenolleda

Localització de la Fenolleda a Catalunya Nord.

El Fenolledès o la Fenolleda (en occità: Fenolhedés, ant. Fenolhet i potser la Fenolheda; en francès: le Fenouillèdes, error d'interpretació de la forma occitana, que, traduïda, donaria Le Fenouilledais) és una comarca de llengua occitana, amb capital a Sant Pau de Fenollet, que forma part d'Occitània i de la regió històrica del Llenguadoc. Inclou, com a sub-comarques naturals, les unitats geogràfiques de les Corberes (dividides entre el Rosselló i la Fenolleda), les Valls i l'Altiplà de Sornià o Aspres.
Actualment, se situa administrativament en el departament francès dels Pirineus orientals amb les cinc comarques nord-catalanes i, per tant, a vegades apareix en mapes de les comarques dels Països Catalans, per bé que no és terra de parla catalana. Confronta amb les comarques catalanes del Rosselló (al sud-est) i del Conflent (al sud).
Segons la proposta de divisió territorial d'Occitània del diari Jornalet, basada en l'obra de Frederic Zégierman Le Guide des pays de France, el Fenolledès, com a Parçan o comarca d'Occitània estaria ubicada a la regió del Llenguadoc, subregió del Baix Llenguadoc.

## Història

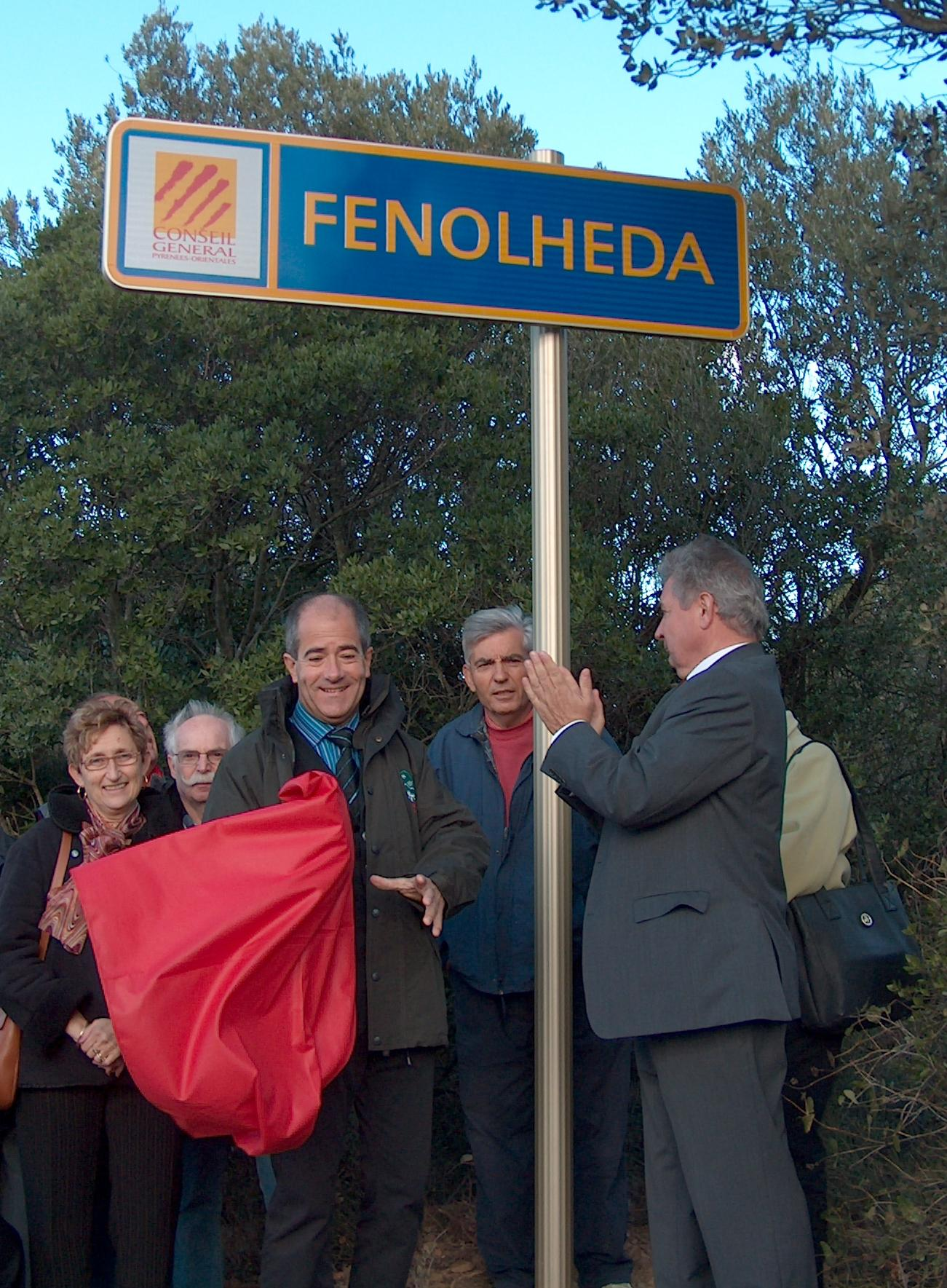
Rètol de la comarca en occità, inaugurat per Christian Bourquin.

La Fenolleda, o antigament el Fenollet, en l'origen feia part del comtat de Rasès. Al 870, va passar al comte d'Urgell i de Cerdanya, i l'abadia de Sant Miquel de Cuixà hi va estendre les seves possessions i creà un monestir a Sant Pau de Fenollet. Al 990, va passar a ser vescomtat sota vassallatge dels comtes de Besalú, fins al 1111, i posteriorment dels comtes de Barcelona. Els lligams feudals es van anar complicant entre els comtes de Barcelona, de Foix, de Tolosa i de Carcassona, i la crisi de la croada contra els càtars. Finalment, amb el tractat de Corbeil del 1258, la Fenolleda va passar definitivament a la corona francesa.
Anys després del tractat dels Pirineus, el 1790, la Fenolleda va ser incorporada al departament dels Pirineus orientals, tret de la vall de Santa Creu que es va incloure al de l'Aude.

## Geografia
Sant Pau de Fenollet n'és la capital històrica i la vila principal. Els diferents municipis que s'inclouen, o es poden incloure, a la Fenolleda són:
- Fenolleda històrica (departament de l'Aude)
  - Vall de Santa Creu: Montfort, Ginclà, Salvesines i la Pradella-Puillorenç
  - Alta vall de l'Aude: Conòsols, Santa Coloma de Rocafort, Atsat i Sant Martí de Les
- Fenolleda estricta (departament dels Pirineus Orientals):
  - Ansinyà, Campossí, Caudiers de Fenollet, Centernac, l'Esquerda, Felluns, Fenollet, Fossa, Lançac, Maurí, Pesillà de Conflent, Prats de Sornià, Prunyanes, Rebollet, Sant Martí de Fenollet, Sant Pau de Fenollet, Sornià, Trevillac, Trillà, Virà i el Viver.
  - Fenolleda rossellonesa (parlars de transició)
    - Occità de transició al català: Caramany, Planeses, Rasigueres, Bellestar, Cassanyes, Montalbà del Castell, la Tor de França
- Fenolleda administrativa (cantons occitans):
  - Del Conflent: Arboçols, Tarerac (inclosos al cantó de Sornià)
  - Del Rosselló: Estagell, Talteüll i Montner (del cantó de la Tor de França).

A més a més, gran part del sud de la Fenolleda forma part de la comarca natural de l'Altiplà de Sornià, que inclou, a més, alguns municipis conflentins.
La frontera entre la Fenolleda i el Rosselló s'ha mantingut històricament estable. Durant cinc segles, des del tractat de Corbeil fins al tractat dels Pirineus, va ser la frontera política entre el Regne de França i el Principat de Catalunya. Lingüísticament, també ha sigut la frontera entre l'occità i el català, malgrat que, geogràficament, aquest límit tan estable no es correspon a cap límit natural. Maurí i Talteüll comparteixen la mateixa vall. Al pla d'Estagell, hi ha la Tor de França per una banda i Estagell i Montner per l'altra. Administrativament, Talteüll, Estagell i Montner s'inclouen en el cantó de la Tor de França. Al sud, els pobles catalans d'Illa, Nefiac, Millars, Arboçols i Tarerac tenen el mateix aspecte i conreus que els veïns occitans. Administrativament, els dos últims, del Conflent, s'inclouen en el cantó de Sornià.
Habitualment, es considera la Fenolleda com la comarca històrica restringida als Pirineus orientals. Alguns autors inclouen la Fenolleda històrica del departament de l'Aude, o bé, des d'un punt de vista geogràfic, només la vall de Santa Creu. D'altres, bàsicament francesos, inclouen els municipis catalans de l'Altiplà de Sornià adscrits administrativament al cantó de Sornià.
Enric Guiter va publicar el 1972 un article en la revista Dialectología Española, anomenat "La llengua de la Fenolleda abans del tractat de Corbeil". Va fer un estudi de la llengua de la Fenolleda i explica que, en aquesta comarca, el 45% de la llengua ve del català, és a dir, set segles després del tractat de Corbeil del 1258, que va fer passar la Fenolleda de Catalunya al Llenguadoc, el català és força present. I encara en el 55% restant, moltes paraules són catalanes i van ser occitanitzades. L'autor conclou que la Fenolleda era una comarca merament catalana i que, després del tractat de Corbeil, va ser en part occitanitzada.

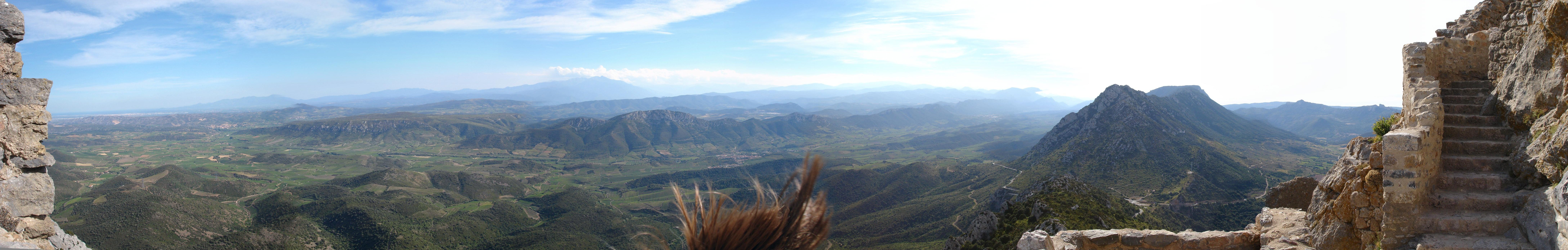
Panoràmica de les Valls de la Fenolleda des del Castell de Queribús, al nord de Maurí.